# Sheppardia
A Sheppardia  a madarak osztályának verébalakúak (Passeriformes) rendjébe és a légykapófélék (Muscicapidae) családjába tartozó nem.

## Rendszerezésük
A nemet Alwin Karl Haagner dél-afrikai ornitológus írta le 1909-ben, az alábbi fajok tartoznak ide:
- Sheppardia montana
- Sheppardia lowei
- Sheppardia aurantiithorax
- Sheppardia gabela
- Sheppardia aequatorialis
- Sheppardia cyornithopsis
- Sheppardia gunningi
- Sheppardia sharpei
- Sheppardia polioptera[1] vagy Cossypha polioptera[2]
- Sheppardia bocagei